# Симонята (Свердловская область)
Симонята — деревня в Шалинском районе Свердловской области России. Входит в Шалинский муниципальный округ.
Ранее деревня входила в состав Платоновского сельсовета Шалинского района.

## География
Деревня Симонята расположена в 42 километрах к северо-западу от посёлка Шаля (в 63 километрах по дорогам), в лесной местности, на высоком левом берегу реки Сылвы. 

## Население
| 2002 | 2010 | 2021 |
| ---- | ---- | ---- |
| 110  | ↗124 | ↘83  |